# Juniordykarna
Juniordykarna är en dykarklubb i Göteborg där det utövas träning och tävlingsformen fridykning. Klubben är ansluten till Svenska Sportdykarförbundet (SSDF).